# Musée royal des chars

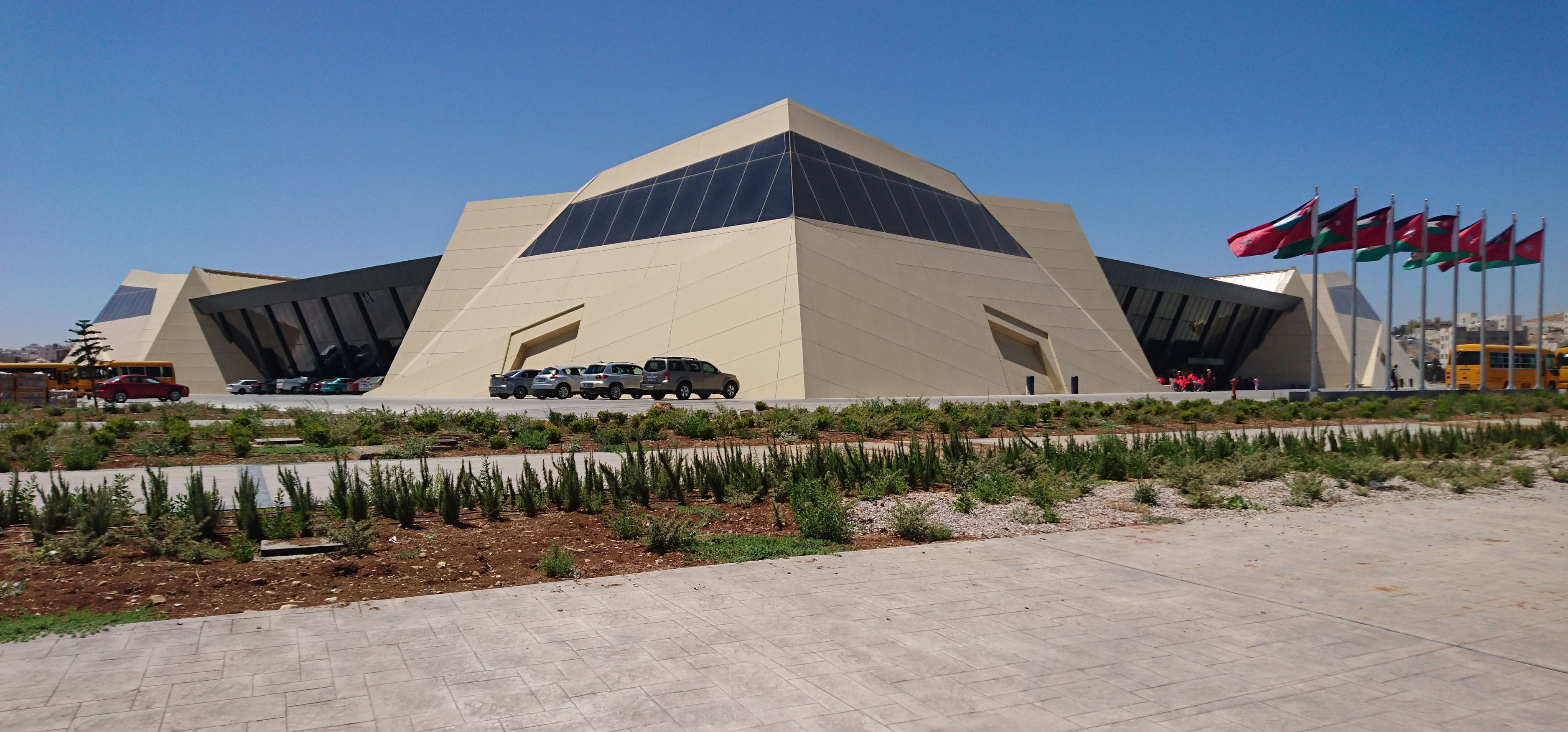
Musée royal des chars à Amman.

Le Musée royal des chars (en arabe متحف الدبابات الملكي), est un musée militaire situé à Amman, capitale de la Jordanie. Il est le premier du genre dans le monde arabe et l'un des plus grands musées historiques de chars du monde. Il a été inauguré le 29 janvier 2018.
Le bâtiment couvre environ 20 000 mètres carrés, ce qui en fait le plus grand musée de Jordanie. Il compte environ 110 chars et blindés de construction jordanienne, arabes et occidentales classés et exposés dans un ordre chronologique par date, une grande partie est de fabrication américaine, britannique, soviétique et allemand, Il compte aussi une salle consacrée aux industries militaires locales.
Le musée comprend des engins d'origine et certaines pièces rares et restauré relatant l’évolution de ces véhicules militaires depuis 1915, conçus par l'architecte jordanien Zaid Daoud.